# 慶應義塾大学キリスト教青年会館

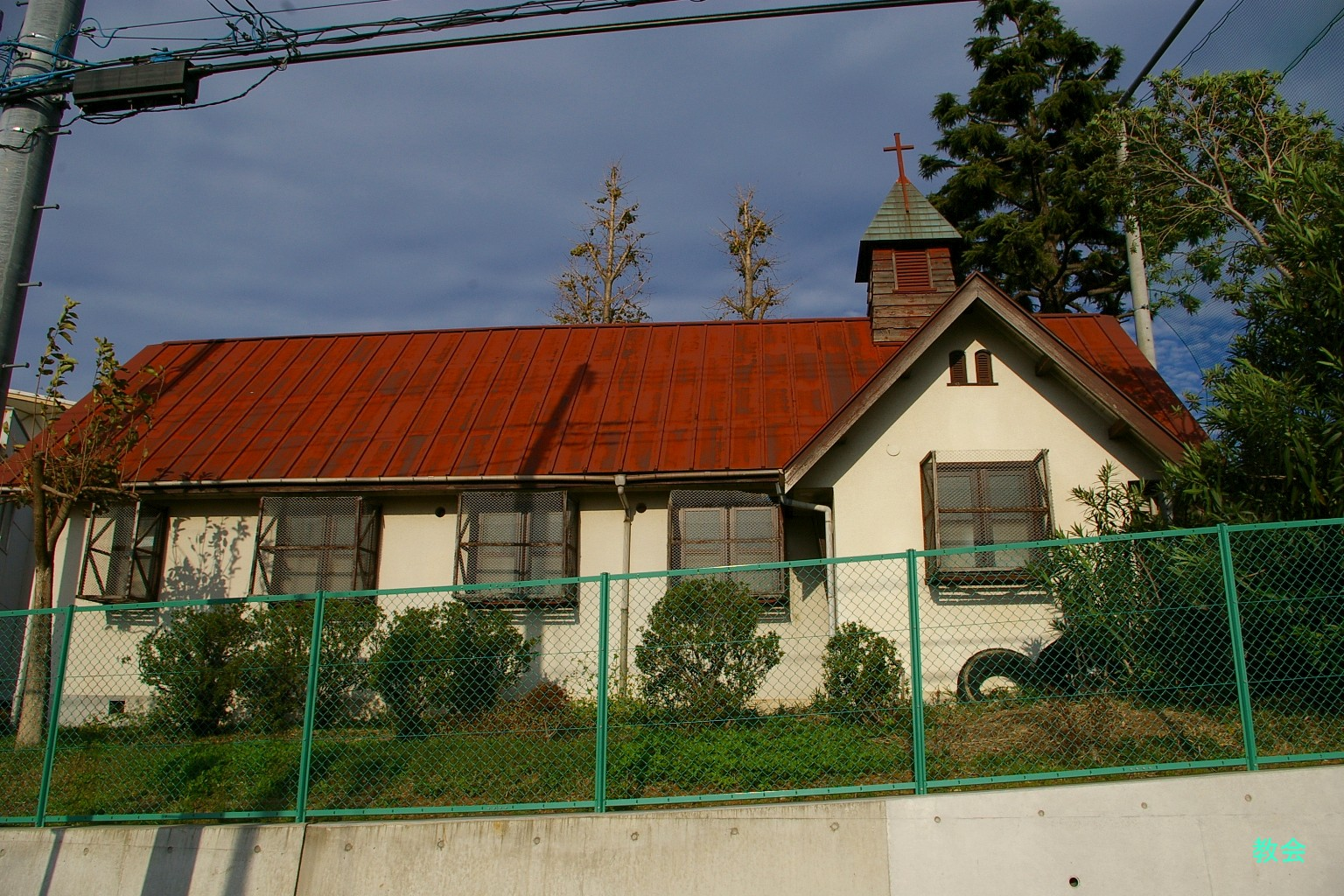
慶應義塾大学キリスト教青年会館（YMCAチャペル）

慶應義塾大学キリスト教青年会館（けいおうぎじゅくだいがくキリストきょうせいねんかいかん）は、慶應義塾大学日吉キャンパス内（神奈川県横浜市港北区日吉）にある教会である。「YMCAチャペル」「日吉チャペル」とも呼ばれる。横浜市都市整備局都市デザイン室の「歴史を生かしたまちづくり要綱」に基づき「横浜市登録歴史的建造物」に登録されている。

## 概要
1937年（昭和12年）、慶應義塾基督教青年会の創立者の一人であった里見純吉（元大丸社長）らの寄付により設立された（同年6月着工、同年10月竣工・献堂式）。
設計は、日本各地で西洋建築に携わった建築家のウィリアム・ヴォーリズである。
教会はシンプルな造りで、外壁は白モルタル仕上げで、屋根は対照的に赤色の鉄板葺き屋根で十字架を建てた尖塔が特徴で、外観はほぼ創建時の状態を保っている。
内部も装飾のない簡素な設計で、教壇のある会堂に加え、入口後方には会員の部屋が配置されている。屋根支えの構造はトラス梁である。木造平屋建ての建物は、横浜市登録歴史的建造物に登録されており、慶應義塾大学日吉キャンパスの南の端に建っている。
会館は、1944年（昭和19年）に海軍に貸与され、軍令部分室として使用された。
横浜市内に現存するヴォーリズ建築は、本会館と横浜共立学園中学校・高等学校の本校舎のみである。

## 所在地
- 横浜市港北区日吉4-1-2

## 交通アクセス
- 日吉駅（東急東横線、東急目黒線／横浜市営地下鉄グリーンライン）徒歩6分

## キリスト教主義に基づくとはしていない日本の大学のチャペル

### 慶應義塾大学
キリスト教系（ミッションスクール）ではない大学の敷地内にチャペルがあるのは、この慶應義塾大学キリスト教青年会館を含め日本国内では少ないが、そもそも慶應義塾は福澤諭吉が1868年（慶応4年）4月に、英国国教会（聖公会）が設立したパブリックスクールのキングス・カレッジ・スクールをモデルとして創設した英学塾であり、慶應義塾の三田キャンパス内にも、かつて英国国教会（聖公会）の宣教師アーサー・ロイド（後の立教大学総理）が設立した教会があった。福澤諭吉の依頼により、ロイドは慶應義塾の英語教育の全てを統括する英語学部長に就任するが、福澤はロイドのために学内に西洋館を新築し、ロイドは1887年（明治20年）6月に、その中にチャペルを設け、のちの喜望教会へと発展していくこととなった。その後、喜望教会は、1912年（大正元年）11月2日に、聖ステパノ教会と聖十字教会を合わせた3つの教会で合同して芝・白金三光町の地で三光教会となり、1940年（昭和15年）に現在の品川区旗の台に移転した。翌1941年（昭和16年）には、教会に隣接して香蘭女学校が移転している。
また、福澤は、軽井沢の父としても知られる聖公会の宣教師アレクサンダー・クロフト・ショーを援助して、東京・芝に聖アンデレ教会が建てられており、福澤の三女と四女と孫の清岡暎一（慶應義塾大学名誉教授）は日本聖公会の信徒となっている。慶應義塾塾長を務めた小泉信三も日本聖公会の信徒である。

### 早稲田大学
現在の早稲田大学のキャンパスにはチャペルはないが、かつて大学のキャンパスにもなっていた早稲田奉仕園内にある歴史的建造物のスコットホールには礼拝堂があり、早稲田教会が礼拝を捧げている。早稲田奉仕園は、大隈重信が米国バプテスト教会の宣教師ハリー・ベニンホフに依頼して設立されたキリスト教主義に基づく施設で、早稲田大学の国際化の一翼を担っている。1921年（大正10年）に竣工したスコットホールもヴォーリズ建築事務所が設計原案を担当している。
創設者の大隈重信と第2代校長の前島密は、米国聖公会の宣教師チャニング・ウィリアムズ（立教大学創設者）の長崎時代の私塾で学んだ教え子であり、第4代総長田中穂積は聖公会系のコロンビア大学で学び、聖公会と繋がりを持っている。第3代理工学部長の山本忠興、戦後に早稲田大学を復興した第6代総長島田孝一もクリスチャンであった。また、第9代総長時子山常三郎は聖公会系の旧制桃山中学校（現：桃山学院中学校・高等学校）出身で、第10代総長村井資長もプロテスタントのクリスチャンであり、歴史的に大学幹部にクリスチャンやキリスト教主義学校出身者も多い。

### 北海道大学
キリスト教と縁が長く、クラーク博士がキリスト教精神を説いた北海道大学には、構内ではないが、隣接して日本聖公会の札幌キリスト教会がある。札幌で初めて洗礼を受けたのは、札幌農学校1期生の伊藤一隆で、1876年（明治9年）着任わずか2日後のクラーク博士立ち合いのもと、クラークの宿舎において英国聖公会（CMS）の宣教師ウォルター・デニングが洗礼を授けている。
教会横にある北海道大学南側の守衛所は、1904年（明治37年）に建てられ、今も現役で使用している。夜間には隣の札幌キリスト教会の屋根にある十字架が照明で照らされており、見方によっては、守衛所の屋根の上に光る十字架が現れ、北海道大学と聖公会の教会に繋がりがあることを静かに知らせている。
日本聖公会北海道教区会館・聖霊礼拝堂も北海道大学病院に隣接しており、旧北海道大学センター時代より残るクラッシックな八角堂と、新たに建設された八角形の主教住宅が対をなす構造となっている。
また、英国聖公会（CMS）の宣教師ジョン・バチェラーの邸宅（現・バチェラー記念館）も北海道大学植物園内にあり、登録有形文化財に登録されている。